# Ivan Stepanovič Konev
Ivan Stepanovič Konev (in russo Ива́н Степа́нович Ко́нев?, /ɪˈvan sʲtʲɪˈpanəvʲɪtɕ ˈkonʲɪf/; Lodejno, 28 dicembre 1897 – Mosca, 21 maggio 1973) è stato un generale e politico sovietico.
Tra i più capaci ed energici comandanti dell'Armata Rossa durante la seconda guerra mondiale, sul Fronte orientale, guidò con abilità una lunga serie di campagne offensive durante il periodo 1943-1945, alla testa di vari "Fronti" sovietici, contribuendo alla liberazione dell'Ucraina e della Polonia, prima di partecipare con un ruolo decisivo alle battaglie finali di Berlino e di Praga, in cui entrò vittorioso il 9 maggio 1945, alla conclusione della guerra.
Condottiero famoso per i suoi metodi spietati, Ivan Konev era un ufficiale determinato, rigido, preparato culturalmente e profondamente legato all'ideologia del socialismo sovietico. Promosso sin dal febbraio del 1944, maresciallo dell'Unione Sovietica, alla fine della guerra era, insieme ai marescialli Georgij Žukov, Aleksandr Vasilevskij e Konstantin Rokossovskij, tra i comandanti sovietici più famosi in patria e all'estero.
Dopo la guerra, in qualità di comandante supremo del Patto di Varsavia guidò le truppe sovietiche nella repressione della rivoluzione ungherese del 1956. Dopo aver lasciato il comando del Patto di Varsavia nel 1960, l'anno seguente fu inviato nuovamente in Germania Est, dove era in corso la pericolosa crisi di Berlino del 1961, per assumere il comando del gruppo di forze sovietiche schierate in territorio tedesco.

## Biografia

### I primi anni
Ivan Konev nacque il 28 dicembre 1897 in una famiglia contadina nel villaggio di Lodejno nel governatorato di Vologda. Di umili origini e con modeste possibilità economiche, il giovane non poté ricevere una completa, formale educazione scolastica ma dovette subito impegnarsi nel lavoro come taglialegna.

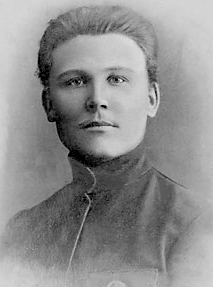
Il giovane Ivan Konev negli anni dieci.

La prima guerra mondiale ebbe conseguenze decisive sul destino dell'Impero russo e dei suoi popoli; nella primavera 1916 anche il giovane Konev venne chiamato alle armi come coscritto nell'Esercito imperiale e venne inserito nella Seconda brigata di artiglieria pesante a Mosca prima di frequentare i corsi di addestramento come sottufficiale dell'artiglieria. Nel 1917, mentre la situazione sul Fronte orientale diveniva sempre più critica per i russi, Konev venne assegnato al Secondo battaglione autonomo di artiglieria pesante con il grado di sergente e partecipò alla fallita offensiva Kerenskij.
Gli insuccessi militari e la confusione politica avevano già in precedenza provocato il crollo del regime zarista; la successiva Rivoluzione d'ottobre diede il potere ai bolscevichi che intrapresero subito le prime iniziative per l'uscita dalla guerra. L'esercito era in disgregazione e dovette essere smobilitato; anche Konev venne rilasciato dal servizio e ritornò a casa.
Il giovane sottufficiale tuttavia condivideva le istanze politiche della nuova classe politica bolscevica al potere in Russia ed egli, nel 1918, aderì formalmente al Partito Boscevico, entrando a far parte, come artigliere, dell'Armata Rossa, le nuove forze armate popolari costituite dal regime comunista per difendere la rivoluzione e schiacciare i nemici interni ed esterni.

### Nell'Armata Rossa
Ivan Konev, aderendo completamente all'ideologia del boscevismo sovietico, durante la guerra civile russa svolse all'interno dell'Armata Rossa soprattutto compiti politico-militari come Commissario politico di distretto, inizialmente nella città di Nikol'sk, nella provincia di Vologda; in seguito venne trasferito sul fronte dell'Estremo Oriente e prese parte ai combattimenti contro le armate bianche e gli invasori giapponesi nella regione del Trans-Bajkal e dell'Estremo Oriente. In questo periodo fu commissario politico del treno blindato "Terribile", equipaggiato con cannoni e mitragliatrici e condotto da sessanta marinai della Flotta del Baltico. Giunto nella regione di Omsk, Konev diresse personalmente il passaggio del treno blindato sul ghiaccio del fiume Irtyš. In seguito ricevette l'incarico di commissario politico di una brigata di fucilieri e poi di una divisione dell'armata rossa dell'Estremo Oriente.

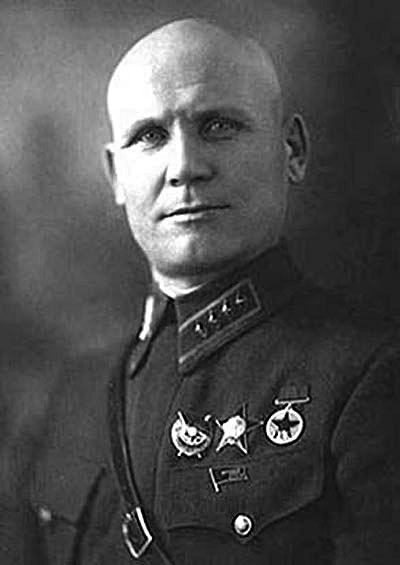
Ivan Konev alla fine degli anni trenta.

In questo periodo entrò in contatto con il comandante supremo sovietico del settore che era Kliment Vorošilov, uno stretto collaboratore del dirigente bolscevico Stalin; questo collegamento con l'influente uomo politico può avere negli anni seguenti favorito la carriera militare del giovane commissario. Dopo la fine della Guerra civile, Konev fu eletto tra i delegati del X Congresso del Partito Boscevico del 1921 e prese parte alla repressione violenta della drammatica rivolta di Kronštadt.
Negli anni seguenti Konev continuò ad esercitare le funzioni di Commissario incaricato di sviluppare la coscienza politica delle truppe e degli ufficiali, prima all'interno della commissione militare del 17º Corpo di fucilieri e poi, dall'agosto 1924, come commissario capo del dipartimento politico, nella 17ª Divisione di fucilieri di Nižnij Novgorod. Konev sviluppò anche la sua preparazione culturale e frequentò nel 1926 i corsi di perfezionamento del personale di comando superiore presso l'Accademia Militare "Frunze" dell'Armata Rossa. Konev, che divenne nello stesso anno comandante e commissario del 50º reggimento di fucilieri della 17ª Divisione, mostrò notevoli doti intellettuali e una preparazione culturale classica che poi avrebbe sempre curato anche negli anni di guerra.
Dal 1932 al 1934 Konev perfezionò la sua preparazione militare studiando nel Gruppo Speciale dell'Accademia Militare "Frunze", e nel dicembre 1934 ricevette il comando della 37ª Divisione fucilieri dove rimase fino al marzo 1937, quando venne assegnato al comando della 2ª Divisione fucilieri; fin dal 1935 egli era stato promosso al grado di comandante di divisione. Negli anni seguenti la carriera di Konev, strettamente legato alla fazione staliniana, proseguì velocemente; nell'agosto 1938 venne inviato in Mongolia per prendere il comando delle truppe sovietiche schierate in quel paese e coordinare la loro azione con l'esercito mongolo. Dopo aver comandato brevemente il 57º Corpo d'armata, nel settembre 1938 Konev divenne il generale comandante della 2ª Armata con quartier generale a Chabarovsk, che venne coinvolta negli aspri scontri di confine con l'Esercito giapponese nella lunga battaglia di Khalkhin Gol. Dal giugno 1940 Konev divenne il responsabile del Distretto militare del Trans-Bajkal, incarico che mantenne fino al gennaio 1941 quando, nel quadro della grande riorganizzazione in corso dei comandi dell'Armata Rossa dopo l'inizio della seconda guerra mondiale e le difficoltà evidenziate dalla macchina militare sovietica nella guerra d'inverno, venne trasferito al comando del Distretto militare del Caucaso settentrionale.

### L'inizio della seconda guerra mondiale
Alla vigilia dell'attacco tedesco all'Unione Sovietica del 22 giugno 1941 Ivan Konev era comandante, con il grado di tenente generale, della 19ª Armata, una delle formazioni recentemente reclutate dall'alto comando dell'Armata Rossa e schierate nelle retrovie come riserve strategiche in caso di complicazioni belliche. Inizialmente l'armata avrebbe dovuto essere assegnate al Fronte Sud-Occidentale ma l'andamento catastrofico delle operazioni sul fronte centrale costrinse ben presto lo Stavka a riorganizzare il suo schieramento mobilitando tutte le riserve per frenare l'avanzata tedesca verso Smolensk e Mosca. Konev quindi ricevette l'ordine di trasferire la sua armata con la massima urgenza verso Vitebsk. La situazione era critica e confusa, le truppe di Konev giunsero a Vitebsk i primi giorni di luglio 1941 per via ferroviaria e vennero subito bombardate dagli aerei tedeschi mentre scendevano dai treni.
Le truppe corazzate tedesche erano già giunte di sorprese a Vitebsk e Konev dovette subito impegnare le sue truppe che, nonostante la disorganizzazione e la confusione, contrattaccarono duramente dall'8 luglio 1941; il generale continuò a battersi per difendere la città per alcuni giorni cercando di frenare l'avanzata dei panzer. Nelle settimane seguenti Konev fu costantemente impegnato con le deboli forze della 19ª Armata nel settore del corridoio di Smolensk dove infuriarono violente battaglie che rallentarono finalmente l'avanzata della Wehrmacht tedesca. Per le capacità dimostrate in questa fase critica della guerra, il generale ricevette alla metà del mese di settembre 1941 il comando del cosiddetto "Fronte occidentale", schierato con sei armate, nel settore compreso tra il lago Seliger e la città di El'nja a sbarramento della via maestra per Mosca.

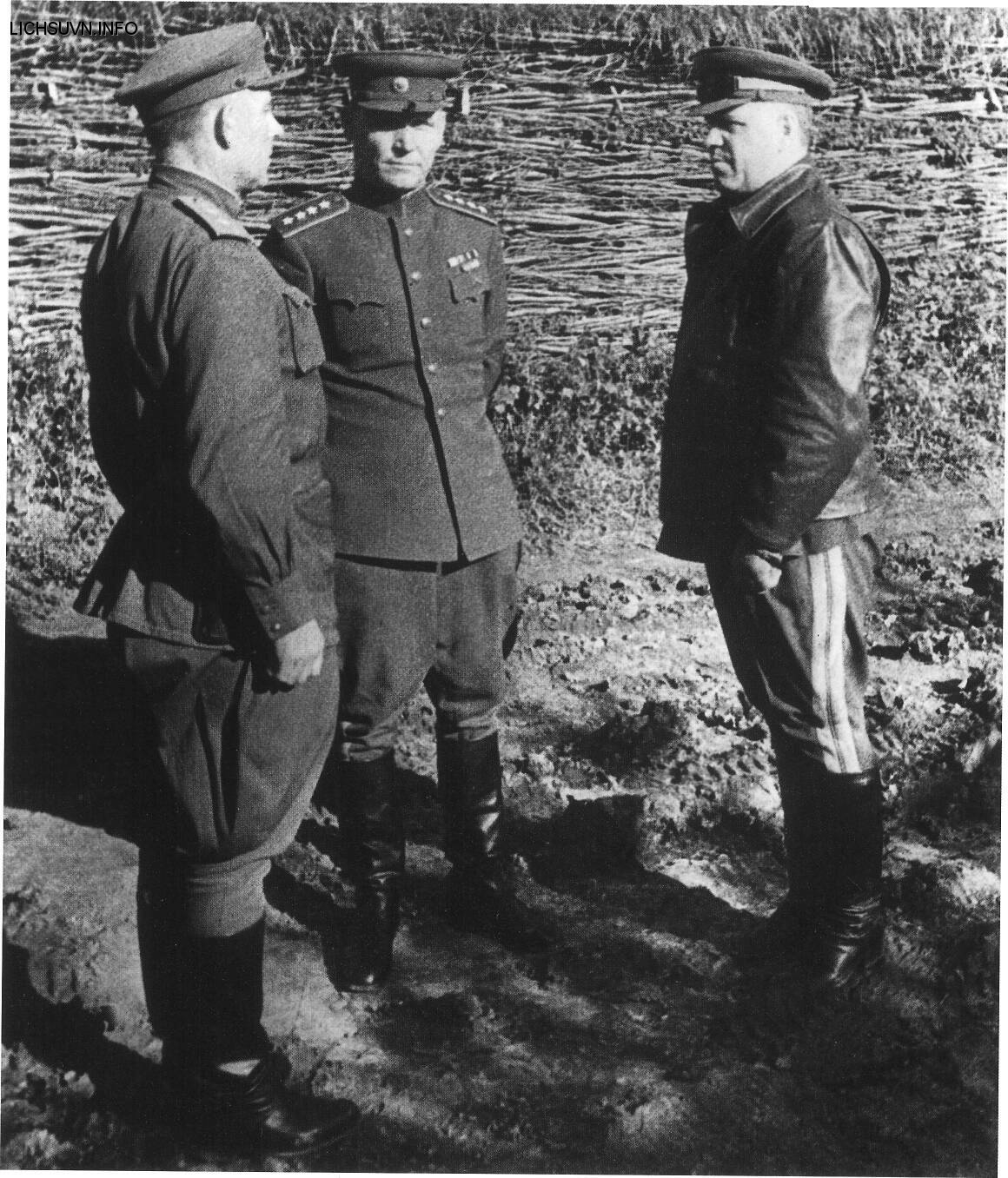
Quarta battaglia di Char'kov: al centro il generale Konev, a destra il maresciallo Georgij Žukov.

Konev disponeva di forze numerose ma prive di moderni mezzi meccanizzati; l'offensiva tedesca verso Mosca riprese il 2 ottobre 1941 e divenne subito incontrollabile; in pochi giorni la maggior parte delle armate del "Fronte occidentale" furono intrappolate nella cosiddetta "sacca di Vjaz'ma" e Konev dovette battere in ritirata con i superstiti, ricevendo l'ordine di ripiegare sulla linea di Možajsk dove il comando sovietico cercava di costituire una nuova linea difensiva con le forze residue che furono affidata il 10 ottobre 1941 al generale Georgij Žukov. Konev venne destituito dal comando del "Fronte occidentale" e ricevette il comando di un raggruppamento in via di costituzione nel settore di Kalinin; in realtà sembra che Stalin fosse deciso a punire l'intero quartier generale del "Fronte occidentale" sconfitto, apparentemente fu proprio il generale Žukov che, nonostante la rivalità personale, convinse Stalin a nominare Konev vice-comandante del fronte.
Konev riguadagnò prestigio e considerazione presso Stalin nel corso della drammatica battaglia di Mosca, prima nella fase difensiva e poi soprattutto nella controffensiva dell'Armata Rossa che ebbe inizio il 6 dicembre 1941 e si sviluppò con successo nelle settimane successive. Il generale ricevette il comando del cosiddetto "Fronte di Kalinin", schierato a nord-ovest della capitale e mostrò grande decisione e spirito offensivo, contribuendo alla vittoria con l'aggiramento del fianco sinistro tedesco. Nel periodo invernale seguente Konev partecipò alla serie di costosi attacchi sovietici dell'inverno 1941-1942 che nonostante alcuni successi tattici non riuscirono a scardinare in profondità le difese della Wehrmacht. Konev in particolare venne bloccato nel settore di Ržev dove per quasi un anno le sue armate combatterono sanguinose battaglie di logoramento.

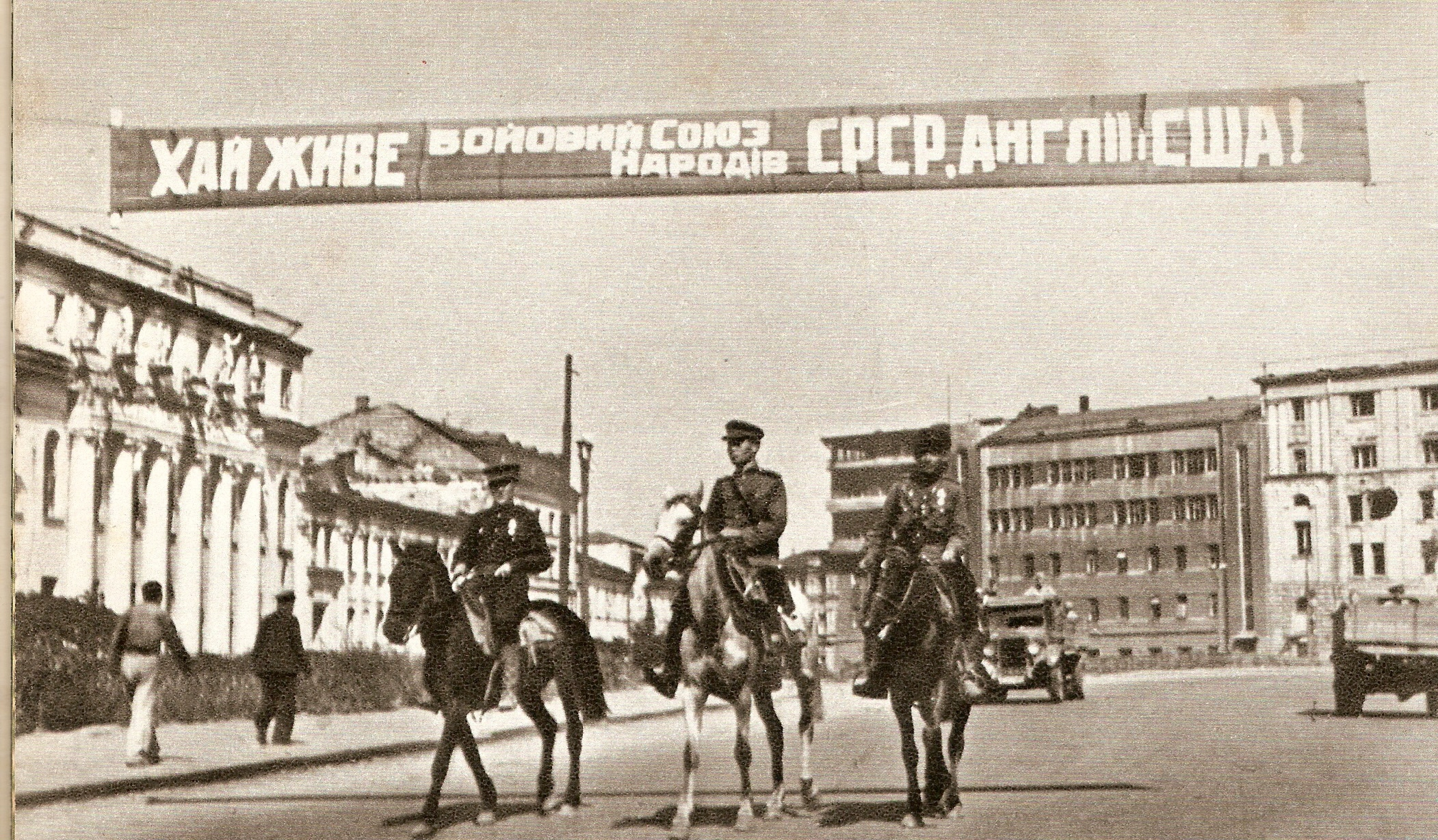
Le truppe del generale Konev entrano il 23 agosto 1943 a Char'kov, definitivamente liberata.

Dopo una serie di attacchi falliti in estate, Konev prese parte dal 25 novembre 1942, mentre nel settore di Stalingrado era in corso l'operazione Urano, all'ambiziosa operazione Marte contro il saliente di Ržev che tuttavia si concluse in pochi giorni con un evidente fallimento per i sovietici che subirono pesanti perdite. Finalmente nel febbraio 1943 i tedeschi evacuarono il saliente di Ržev e le truppe di Konev poterono avanzare a ovest di Mosca.
Durante la pausa della primavera 1943 entrambe le parti riorganizzarono i loro schieramenti e il comando dell'Armata Rossa potenziò le sue linee difensive nel saliente di Kursk dove correttamente si attendeva una grande offensiva tedesca; Stalin e lo Stavka in particolare costituirono un grande raggruppamento di riserva, il cosiddetto "Fronte della steppa", schierato in seconda linea a est di Kursk con cinque armate, sei corpi meccanizzati autonomi e un'armata aerea, che venne affidato al comando di Ivan Konev; queste forze avrebbero dovuto sferrare una potente controffensiva dopo l'esaurimento del previsto attacco tedesco.
In realtà la battaglia di Kursk si sviluppò in modo meno favorevole del previsto per i sovietici; una parte delle forze del "Fronte della steppa" dovettero essere impiegate in anticipo dal 10 luglio 1943 per bloccare a tutti i costi l'avanzata dei panzer tedeschi, Konev quindi dovette riorganizzare il suo ordine di battaglia e solo il 5 agosto poté sferrare la grande controffensiva in direzione di Belgorod e Char'kov. Dopo violenti e prolungati combattimenti infine il 23 agosto 1943 le truppe del fronte di Konev liberarono definitivamente Char'kov. Da quel momento fino alla fine dell'anno 1943 l'Armata Rossa proseguì la sua offensiva generale nel settore meridionale del fronte in direzione e oltre il fiume Dnepr; il generale Konev partecipò a questa difficile e contrastata avanzata e raggiunse rilevanti successi raggiungendo il grande fiume e costituendo preziose teste di ponte di a Kremenčuk, Dnepropetrovsk e Zaporož'e.

### Le vittorie della seconda parte della guerra
Ivan Konev assunse un ruolo sempre più importante nell'Armata Rossa negli ultimi due anni di guerra; il generale divenne il comandante preferito da Stalin che dimostrò di stimarlo particolarmente per la sua preparazione tecnica e per la sua determinazione e aggressività; il dittatore inoltre non mancò di assegnare promozioni e riconoscimento a Konev anche per contrapporlo alla prestigiosa figura del maresciallo Žukov e controbilanciarne la popolarità. Konev e Žukov erano in pessimi rapporti personali e aspramente rivali fin dalla campagna contro il Giappone del 1939 e durante la seconda guerra mondiale i contrasti tra i due comandanti si accrebbero costantemente.

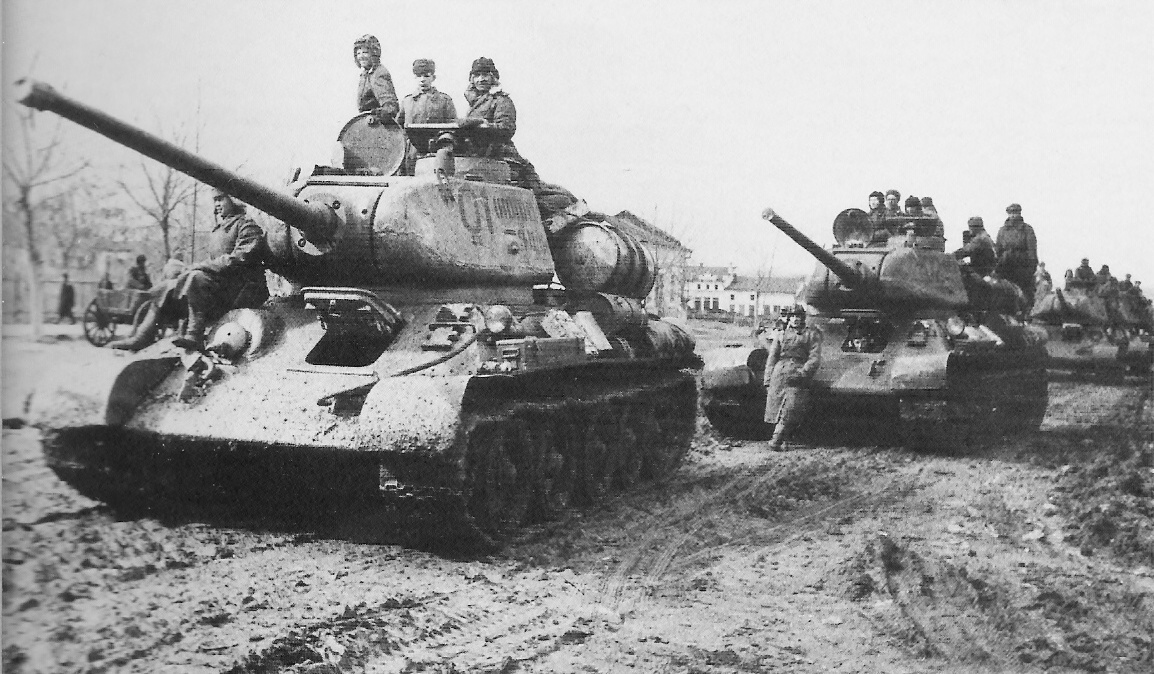
I carri T-34/85 del 2º Fronte ucraino del maresciallo Konev avanzano durante l'avanzata nel fango nel marzo 1944.

Nell'inverno 1943-1944 Konev, passato al comando del 2º Fronte Ucraino, ebbe un ruolo decisivo e raggiunse una serie di continue vittorie, avanzando con grande abilità con i suoi mezzi corazzati nonostante il terreno quasi impraticabile prima per la neve e poi per il disgelo. Nella grande vittoria sovietica della battaglia di Korsun' del febbraio 1944, le unità di Konev prima chiusero la sacca di accerchiamento e poi annientarono dopo un drammatico combattimento finale, gran parte delle truppe tedesche accerchiate. Il generale diresse con grande decisione l'azione finale percorrendo personalmente in un carro armato il campo di battaglia; Konev ordinò alle unità corazzate e di cavalleria di inseguire e distruggere ogni reparto nemico in fuga nella neve senza concedere tregua e senza preoccuparsi di fare prigionieri. La sua brutale e violenta direzione delle operazioni ottenne il pieno apprezzamento di Stalin che ricompensò Konev promuovendolo il 23 febbraio 1944 al grado supremo di maresciallo dell'Unione Sovietica.
Dopo la sanguinosa vittoria di Korsun', il 5 marzo 1944 il maresciallo Konev diede inizio alla famosa "avanzata nel fango" (o "Blitzkrieg attraverso il fango"); la difficile marcia delle colonne corazzate del 2º Fronte ucraino attraverso la steppa quasi allagata dall'inizio del disgelo; l'audace manovra del comandante sovietico ebbe successo e l'Armata Rossa, dopo aver disperso i reparti tedeschi in fuga, completò una spettacolare avanzata liberando Uman', attraversando i grandi fiumi della regione e raggiungendo all'inizio della primavera il confine con la Romania.

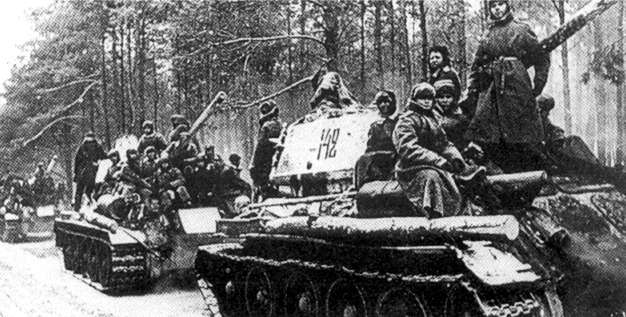
Le colonne corazzate sovietiche durante l'operazione Vistola-Oder.

All'inizio della campagna dell'estate 1944 Konev passò al comando del 1º Fronte ucraino a cui vennero assegnate un gran numero di armate e di unità corazzate in preparazione di una grande offensiva lungo la direttrice Leopoli-Przemyśl-fiume Vistola. Il complesso di forze al comando del maresciallo era notevole e costituì di fatto il raggruppamento operativo più potente mai costituito dall'Armata Rossa in tutta la guerra sul fronte orientale, ma egli avrebbe dovuto attaccare su un terreno difficile difeso da ingenti e moderne formazioni mobili tedesche. Konev predispose un piano operativo complesso che suscitò i dubbi di Stalin; il dittatore criticò la costituzione di due centri di gravità separati per sferrare due attacchi distinti e finì per approvare il piano solo dopo lunghe discussioni dirette e dopo alcuni minacciosi avvertimenti. Di fatto il piano di Konev ebbe pieno successo; l'offensiva Leopoli-Sandomierz ebbe inizio il 13 luglio 1944 e, dopo alcuni giorni di aspri scontri, le armate corazzate del maresciallo effettuarono due sfondamenti contemporanei e dopo audaci manovre combinate riuscirono a liberare Leopoli il 27 luglio, quindi proseguirono rapidamente verso la Vistola che venne superata d'assalto all'inizio d'agosto. I reparti di punta di Konev costituirono e consolidarono preziose teste di ponte a Sandomierz e a Magnuszew, respingendo i contrattacchi tedeschi.

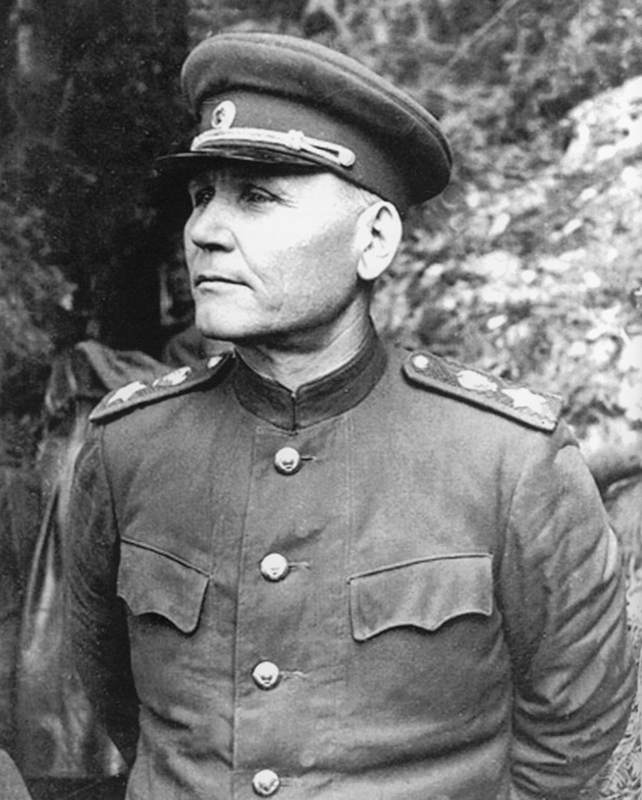
Konev con la divisa da campo durante le operazioni finali del 1945.

A partire dal gennaio 1945 Konev prese parte, sempre al comando del potente 1º Fronte ucraino, all'ultima fase della guerra sul Fronte orientale; il 10 gennaio 1945 ebbe inizio la grande offensiva Vistola-Oder per penetrare nel cuore della Germania. Il maresciallo, che aveva ricevuto gli ordini personalmente da Stalin di marciare attraverso la Polonia e contemporaneamente aggirare e conquistare il prezioso bacino minerario della Slesia, concentrò gran parte delle sue forze nella testa di ponte di Sandomierz e sferrò un violento attacco che sbaragliò rapidamente le difese tedesche. Konev guidò con grande decisione l'avanzata delle sue armate corazzate che, dopo aver sconfitto le riserve tedesche a Kielce, ebbero la via libera attraverso la pianura polacca. Alla fine del mese di gennaio 1945 le armate di Konev avevano ormai raggiunto tutti gli obiettivi previsti dai piani approvati da Stalin; una parte delle forze corazzate del maresciallo aggirarono e conquistarono rapidamente la regione industriale della Slesia, mentre altre forze corazzate raggiunsero la frontiera del Terzo Reich a Namslau e a Militsch. Nella notte del 22-23 gennaio 1945 le unità di testa di Konev raggiunsero e superarono di sorpresa il fiume Oder, costituendo importantissime teste di ponte a Keben, Steinau e Oppeln. In questa fase furono le truppe di Konev che raggiunsero e liberarono il 27 gennaio 1945 il campo di sterminio di Auschwitz, dove trovarono pochi superstiti e i brutali segni della macchina di morte nazista.
Nelle settimane seguenti i tedeschi rafforzarono la loro resistenza e consolidarono le posizioni per sbarrare la strada all'Armata Rossa, e Konev fu impegnato in duri combattimenti per ampliare le teste di ponte e allineare le sue forze con le armate del maresciallo Žukov che erano schierate più a nord nel settore di Küstrin. Questa fase di combattimenti dall'esito alterno continuò fino all'inizio di aprile 1945 quando le armate sovietiche furono pronte per sferrare la grande offensiva finale oltre l'Oder in direzione di Berlino. Nella grande riunione del 1º aprile 1945 Stalin delineò di fronte ai suoi generali il nuovo piano di attacco e gli obiettivi da raggiungere al più presto anche per ragioni politiche; in questo incontro di evidenziò nuovamente la grande rivalità tra Konev e il maresciallo Žukov, entrambi determinati e ambiziosi, decisi a giocare il ruolo principale nell'imminente battaglia per la capitale del Terzo Reich. Il compito principale teoricamente sarebbe stato affidato alle forze del maresciallo Žukov, ma Stalin si riservò la facoltà di modificare i suoi piani in caso di difficoltà tattiche contingenti.

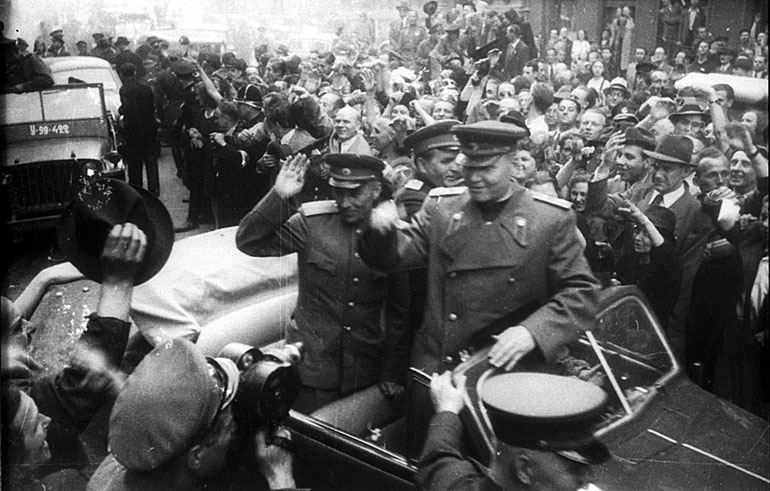
Konev entra a Praga liberata, accolto festosamente dalla popolazione.

La grande offensiva sul fronte dell'Oder in direzione di Berlino ebbe inizio il 16 aprile 1945 e diede luogo a combattimenti aspri e prolungati; Konev disponeva di un complesso di forze poderoso; con due armate corazzate, cinque armate di fanteria, una armata polacca e quattro corpi meccanizzati autonomi, il 1º Fronte ucraino avrebbe superato il fiume Neiße, quindi avrebbe marciato sul fiume Sprea e sulle città di Brandeburgo, Dessau e Cottbus. Mentre l'offensiva del maresciallo Žukov venne duramente contrastata, l'attacco di Konev, preceduto da un potente sbarramento d'artiglieria, ebbe successo e le sue armate poterono fin dai primi giorni superare le difese tedesche e avanzare in profondità. Di fronte alle evidenti difficoltà del maresciallo Žukov sul fronte dell'Oder, Stalin la sera del 17 aprile 1945 prese la decisione, nonostante l'estrema irritazione di Žukov, di far intervenire le armate corazzate di Konev nella battaglia di Berlino.
Konev si impegnò al massimo per raggiungere la capitale prima del suo rivale e le armate corazzate deviarono verso nord, conquistarono il quartier generale della Wehrmacht a Zossen e penetrarono nei sobborghi meridionali di Berlino. In questa fase sorsero forti contrasti tra i comandanti e i reparti di Konev e Žukov e si verificarono incidenti e scontri a fuoco; alla fine Stalin decise di lasciare la battaglia finale di Berlino al comando di Žukov mentre Konev ricevette l'ordine di completare la distruzione delle truppe tedesche accerchiate e dirottare le sue armate verso sud. Mentre il maresciallo Žukov completava la conquista di Berlino, Konev respinse gli ultimi disperati contrattacchi tedeschi e spinse le sue armate verso ovest e verso sud per ricercare il collegamento con le truppe americane.
Il 2 maggio 1945 cessò la resistenza di Berlino, mentre Adolf Hitler si era suicidato fin dal 30 aprile; Konev completò con successo il rastrellamento delle truppe tedesche isolate e entrò in contatto con i primi reparti americani; il 5 maggio al suo posto di comando, avvenne il famoso incontro, in un'atmosfera di apparente amicizia, con il generale Omar Bradley. In realtà la missione di guerra di Konev non era ancora completata: egli ricevette personalmente da Stalin l'ordine di raggruppare subito una parte delle sue forze e avanzare con la massima rapidità verso sud per raggiungere al più presto Praga e precedere gli americani. Dopo aver concentrato rapidamente le sue armate corazzate, il maresciallo ripartì all'attacco il 6 maggio 1945 e in due giorni occupò Dresda e Bautzen; la notte dell'8-9 maggio egli ordinò ai suoi comandanti dei carri, i generali Pavel Rybalko e Dmitrij Danilovič Leljušenko, di entrare subito a Praga e l'11 maggio i primi carri armati sovietici entrarono nella città accolti festosamente dalla popolazione. Dopo la resa finale tedesca, Konev fece il suo ingresso nella capitale cecoslovacca dove si conclusero finalmente le operazioni del 1º Fronte ucraino nella seconda guerra mondiale.

### Nella guerra fredda
Dopo aver partecipato, sfilando alla testa della rappresentanza del 1º Fronte ucraino, alla grande parata della Vittoria sulla Piazza Rossa a Mosca che si tenne il 24 giugno 1945, Konev venne nominato da Stalin comandante delle forze di occupazione sovietiche nel settore della Germania assegnato all'Unione Sovietica, ed anche Alto commissario alleato per il territorio austriaco. Nel 1946 Stalin decise di rimuovere il maresciallo Žukov dal suo incarico di comandante delle forze terrestri sovietiche e primo vice-ministro della Difesa e Ivan Konev prese il suo posto; il maresciallo mantenne la carica fino al 1950 quando venne trasferito ad un incarico di minore importanza, divenendo comandante del Distretto militare dei Carpazi.

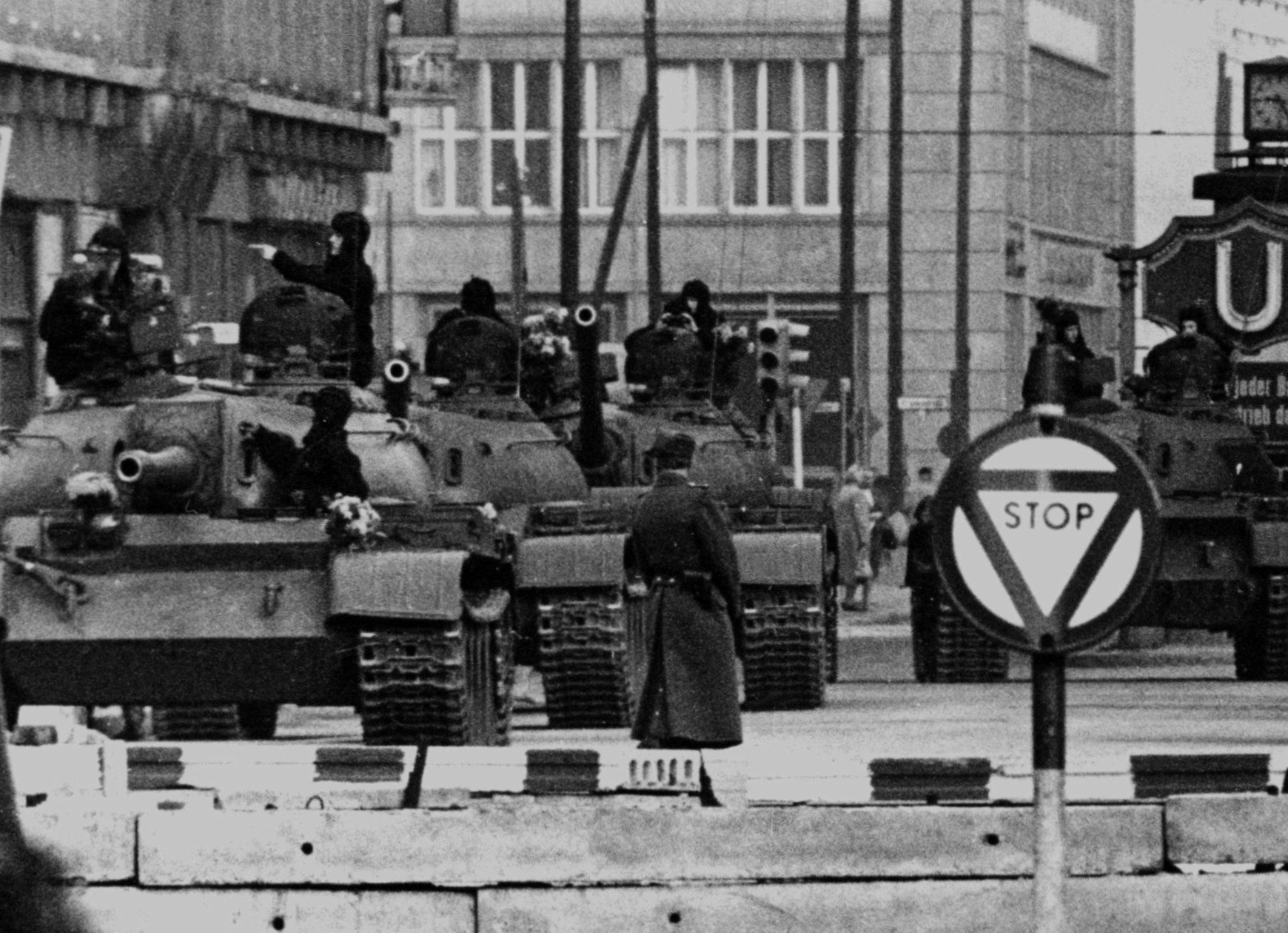
I carri sovietici del maresciallo Konev schierati al Checkpoint Charlie durante la drammatica di crisi di Berlino del 1961.

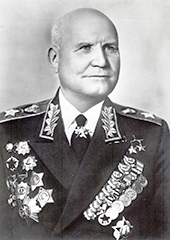

Konev ritornò ad assumere incarichi di grande importanza dopo la morte di Stalin e l'assunzione del potere da parte di Nikita Sergeevič Chruščёv di cui divenne uno dei più fidati seguaci all'interno dell'apparato di comando delle forze armate sovietiche. Il maresciallo ritornò quindi ad assumere il ruolo di primo vice-ministro della Difesa e comandante delle forze terrestri sovietiche e soprattutto nel 1956 divenne il primo comandante in capo delle forze armate del Patto di Varsavia, la nuova coalizione tra i paesi socialisti dell'Europa orientale organizzata dall'Unione Sovietica per contrastare la minaccia della NATO. Konev dovette subito fronteggiare la rivolta ungherese di Budapest che sembrò minacciare la coesione del sistema di alleanze sovietico; il maresciallo dimostrò fermezza e decisione; nella riunione del 31 ottobre 1956 con i massimi dirigenti, egli affermò con sicurezza che avrebbe potuto schiacciare la rivolta a Budapest in tre giorni, se avesse ricevuto le forze necessarie. L'attacco dell'Armata Rossa, effettuato con migliaia di mezzi corazzati, ebbe inizio il 4 novembre 1956 e si concluse, dopo sanguinosi combattimenti urbani, con la vittoria sovietica e la sconfitta dei rivoltosi. Il maresciallo Konev mantenne il comando supremo del Patto di Varsavia fino al 1960 quando cedette l'incarico al maresciallo Andrej Antonovič Grečko.

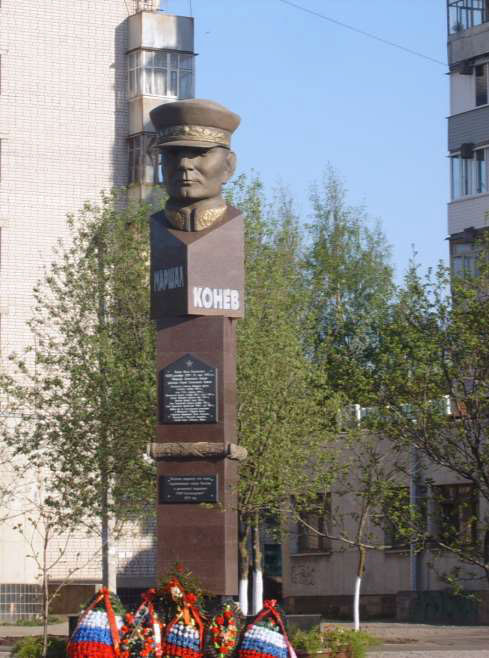
Monumento a Vologda, dedicato al maresciallo Konev.

Konev venne clamorosamente richiamato in servizio attivo per un ultimo e importante compito operativo nell'estate 1961 alla vigilia della fase più critica della crisi di Berlino del 1961. La dirigenza sovietica decise di assegnare al famoso maresciallo, per impressionare gli avversari occidentali e sostenere il morale dei capi politici della Repubblica Democratica Tedesca, il comando supremo del Gruppo di forze sovietiche in Germania in sostituzione del generale Ivan Jakubovskij che sarebbe passato a coordinare le operazioni direttamente nella città di Berlino.
Konev portò a termine la sua ultima missione con successo; l'edificazione di sorpresa del Muro di Berlino venne completata senza interferenze da parte degli Alleati occidentali. Il successivo confronto diretto del 27-28 ottobre 1961 tra i carri armati sovietici e statunitensi al Checkpoint Charlie, rischiò di sfociare in un conflitto armato, ma il maresciallo, giunto sul posto personalmente, mantenne i contatti con i dirigenti sovietici a Mosca e dispiegò i suoi mezzi corazzati per controbattere eventuali iniziative militari americane contro il Muro. Si riuscì a mantenere il controllo della situazione e l'incidente venne risolto rapidamente con la ritirata reciproca delle rispettive forze corazzate.
Konev mantenne il comando delle forze sovietiche in Germania fino al 1962 quando, dopo il superamento della fase più critica della crisi, venne richiamato in patria e finalmente ritirato dal servizio attivo, ricevendo l'incarico largamente onorifico di ispettore generale del Ministero della difesa.

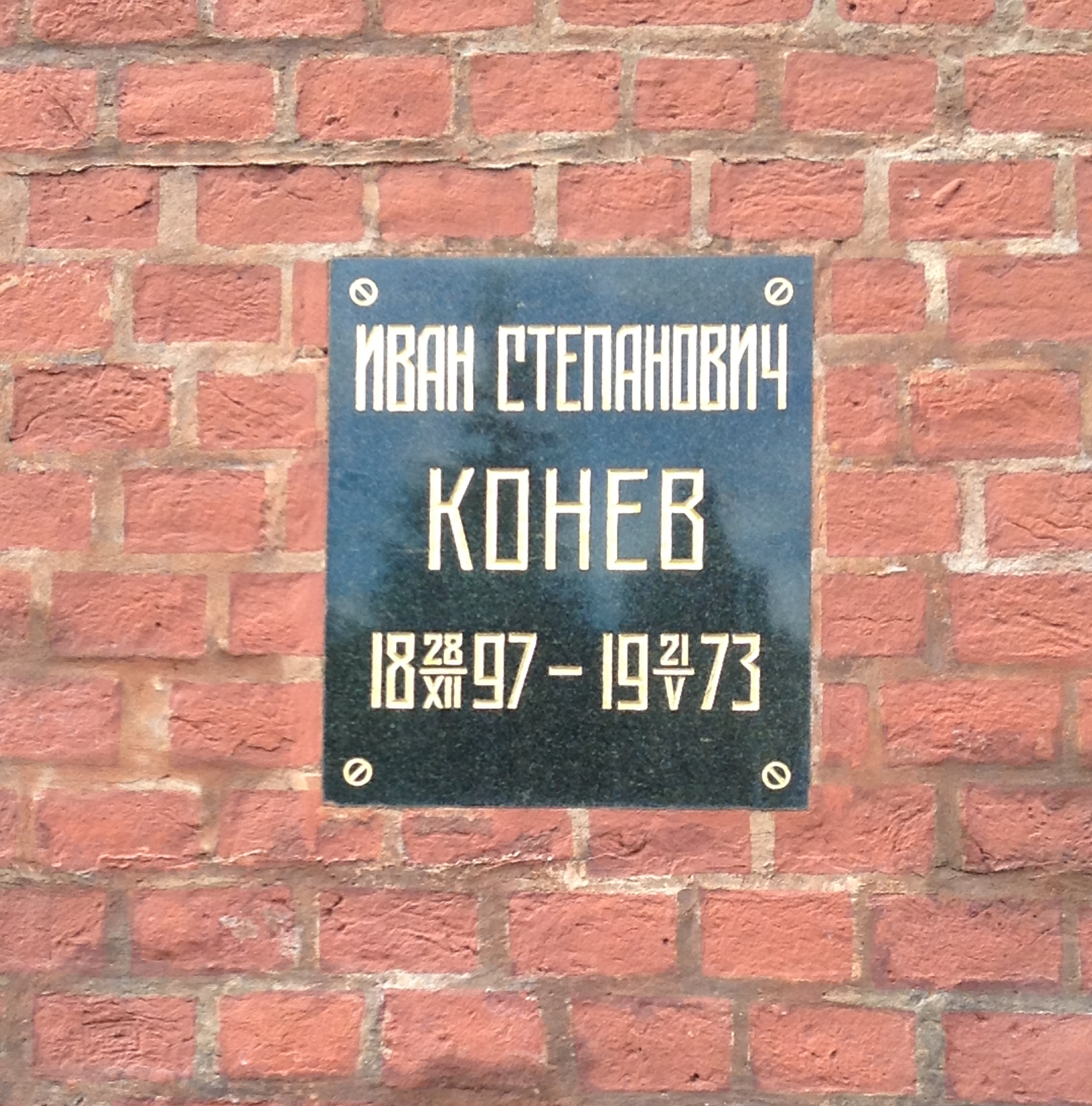
La tomba di Konev nelle necropoli delle mura del Cremlino

Il maresciallo, considerato uno dei comandanti della seconda guerra mondiale più energici e abili, rimase fino alla morte, avvenuta nel 1973, una delle personalità più rispettate e ammirate delle forze armate dell'Unione Sovietica. Soprannominato durante la guerra "il generale che non si è mai ritirato"; era ben conosciuto per le sue abitudini austere, la rigidità di comando, la disciplina, lo stile di vita sobrio e gli interessi culturali classici. Nel 1969 egli aveva anche pubblicato le sue interessanti memorie di guerra, intitolate "L'anno 1945", in cui aveva rievocato le sue ultime campagne a Berlino e Praga, il suo difficile rapporto di collaborazione con il maresciallo Georgij Žukov, i suoi contatti con Stalin e l'incontro al termine della guerra con il generale statunitense Omar Bradley.
Ivan Konev, maresciallo dell'Unione Sovietica e due volte Eroe dell'Unione Sovietica, è sepolto nella necropoli delle mura del Cremlino insieme ai personaggi più importanti e celebrati della storia sovietica; la sua tomba può essere visitata ancora oggi.

## Nella cultura di massa
Nel romanzo di fantascienza Destinazione cervello di Isaac Asimov, uno dei personaggi, il neurofisico Yuri Konev, afferma di essere un lontano discendente del Maresciallo Konev.